# Synophis insulomontanus
La serpiente pescadora montesa (Synophis insulomontanus) es una especie de serpiente de la familia Colubridae. Es endémica de los bosques nublados de la vertiente oriental de los Andes en el norte y centro de Perú, entre los 1100 y los 1800 m de altitud.
Mide en torno a 35-38 cm, pero puede llegar a medir hasta 54 cm, de lo que la mitad es cola. Es de color negro grisáceo dorsalmente, sin manchas, y el vientre es gris anteriormente y crema posteriormente. La parte inferior de la cabeza (escamas supralabiales) es crema. Las escamas dorsales están fuertemente quilladas. Tiene 19 filas de escamas a mitad del cuerpo.
Su nombre, "insulomontanus" hace referencia al lugar donde fue encontrada, montañas (montanus) aisladas ('insulo') en el departamento de Huanuco.